# オレーナ・ゼレンシカ
オレーナ・ゼレンシカ（ウクライナ語: Олена Володимирівна Зеленська, 英語: Olena Volodymyrivna Zelenska ; 1978年2月6日 - ）は、ウクライナの脚本家、著作家であり、ウォロディミル・ゼレンスキーの妻。2019年5月20日よりウクライナ大統領夫人（ウクライナのファーストレディ）。

## 経歴
クリヴィー・リフで生まれた。クリヴィーリフ国立大学の土木工学部で建築を学んだ。
2019年4月の大統領選挙で夫のウォロディミル・ゼレンスキーが現職のペトロ・ポロシェンコを破り初当選。ゼレンスキーは5月20日に大統領に就任し、ゼレンシカはウクライナのファーストレディ（大統領夫人）となった。
同年10月、視覚障害児向けのオーディオ・ブックを作成するイニシアチブに参加をし、日本の二つの民話「桃太郎」と「二匹のカエル」とを自らの声で録音して公開した。
同年11月18日、『Vogue』誌のウクライナ語版の12月号の表紙に登場した。雑誌とのインタビューで、ウクライナの学校での栄養改革について語った。同年12月、『フォーカス (ウクライナの雑誌)』で「最も影響力のある100人のウクライナ人」のリストに30位として含まれた。
2020年6月、ウクライナ語を世界に広めるためのイニシアチブを開始し、最も象徴的な場所、特に世界最大の美術館でウクライナ語の音声ガイドを導入した。イニシアチブの一環として、ウクライナの11の音声ガイドが2020年にアゼルバイジャン、オーストリア、イタリア、ラトビア、トルコとモンテネグロの美術館で立ち上げられた。
2021年、ゼレンスカのイニシアチブの一環として、ウクライナ語の音声ガイドがアメリカ合衆国マウントバーノン（ジョージ・ワシントンの本拠地）の博物館、同国カリフォルニア州のサンフランシスコ美術館、フランスのヴェルサイユ宮殿、スペインのサクラダファミリア、デンマークのフレデリクスボー城、オーストリアのフンデルトヴァッサー・ハウス、トルコのガラタ塔とアナトリア文明博物館で立ち上げられた。

### 2022年ロシアのウクライナ侵攻
2022年ロシアのウクライナ侵攻下では、ウクライナへの支持を広げるための外交活動を展開している。同年5月8日、東欧訪問中のアメリカ合衆国大統領夫人ジル・バイデンがスロバキアから国境を越えウクライナに入国。ゼレンシカとバイデン夫人は、仮設シェルターとして使われているウージュホロドの学校で会談した。ゼレンシカが公の場所に出るのは、同年2月24日に侵攻が始まって以来初めて。2022年7月には訪米し、18日にアメリカ合衆国国務長官アントニー・ブリンケンなどと会談し、19日にはホワイトハウスでバイデン大統領夫妻の歓迎を受けた。
同年11月28日、英国首都ロンドンで開かれた「紛争下の性的暴力防止イニシアティブ」に関する会議に出席。ウクライナ検察庁がロシア兵による100件以上のレイプや性的暴行容疑を捜査していると述べ、性暴力が戦争の武器として使われている事態への「世界的な対応」を求めた。
2023年5月15日から大韓民国を訪問し、翌日には尹錫悦大統領に会って支援への感謝を伝えた。
- 2021年12月21日
- ウクライナ最高議会選挙。夫のウォロディミル・ゼレンスキーと（2019年7月21日）。
- ジル・バイデン米国大統領夫人と（2022年5月8日、ウージュホロド）[30]
- スロバキアの大統領ズザナ・チャプトヴァー大統領と（2022年5月31日）[34][35]
- 「紛争下の性的暴力防止イニシアティブ」に関する会議に出席（2022年11月28日、ロンドン）[32]

## 私生活
ゼレンシカと彼女の将来の夫ゼレンスキーとは学友だったが、知り合いではなかった。ゼレンスキーについて、かつてクラスメートの多くは知っていたが、ゼレンシカ自身は知らなかったと言う。彼らはずっと後に、ゼレンシカがクリヴィーリフ国立大学の土木工学部で勉強していたときに知り合いになった。関係は徐々に発展し、彼らは8年間交際し、2003年9月6日に結婚。2004年7月15日に娘オレクサンドラが生まれた。2013年1月21日には息子のキリロが生まれた。